# Adamów (gmina Łęki Szlacheckie)
Adamów – wieś w Polsce, położona w województwie łódzkim, w powiecie piotrkowskim, w gminie Łęki Szlacheckie.
W latach 1954–1958 wieś należała i była siedzibą władz gromady Adamów, po jej zniesieniu w gromadzie Łęki Szlacheckie. W latach 1975–1998 miejscowość należała administracyjnie do województwa piotrkowskiego.